# Свіфт білогрудий
Свіфт білогрудий (Cypseloides lemosi) — вид невеликих птахів родини серпокрильцевих (Apodidae).

## Поширення
Вид поширений в долині річки Каука на південь уздовж східного схилу Анд в Еквадорі та в Перу аж на південь до департаменту Куско, а також на схід до Болівії. Мешкає над вічнозеленими гірськими та низинними лісами, але також зустрічається на пасовищах і молодих вторинних лісах.

## Опис
Білогрудий свіфт має довжину від 14 до 15 см і важить приблизно 28 г. Обидві статі мають виїмчастий хвіст, причому у самця виїмка глибша. У статей однакове оперення. Дорослі особини мають чорнувату верхню частину тіла зі слабким зеленим блиском на тімені та спині, а також блакитні крила та хвіст. Є чорна пляма між дзьобом і оком. Вони мають велику білу пляму на грудях, яка ширша посередині. Решта нижньої частини тіла блідіша за верхню та злегка коричнева. Незрілі особини не мають білої смуги на грудях; вони темно-сланцево-сірі з білими кінчиками більшості пір'я нижньої частини тіла.